# Une ville d'amour et d'espoir
Pour plus de détails, voir Fiche technique et Distribution.
Une ville d'amour et d'espoir (愛と希望の街, Ai to kibō no machi) est un film japonais, réalisé par Nagisa Ōshima et sorti en 1959.
C'est le premier long métrage de Nagisa Ōshima et le volet initial de sa Trilogie de la jeunesse, les deux suivants étant Contes cruels de la jeunesse (1960) et l'Enterrement du soleil (1960).

## Synopsis
Le père de Masao est mort, sa mère, cireuse de chaussures, est malade et sa petite sœur handicapée passe ses journées à jouer avec des pigeons ou dessiner des rats morts. Masao fait vivre la famille en vendant des pigeons à la ville. Ceux-ci sont voyageurs et reviennent à la maison, ce qui lui permet de les vendre plusieurs fois. Masao est un bon élève et pourrait poursuivre ses études, mais il préférerait abandonner pour pouvoir travailler et ramener de l'argent à la maison.

## Fiche technique
- Titre : Une ville d'amour et d'espoir[1]
- Titre alternatif : Le Garçon vendeur de colombes[1]
- Titre original : 愛と希望の街 (Ai to kibō no machi?)
- Réalisation : Nagisa Ōshima
- Assistant réalisateur : Tsutomu Tamura (ja)
- Scénario : Nagisa Ōshima
- Musique : Riichirō Manabe (ja)
- Photographie : Hiroyuki Kusuda (ja)
- Décors : Kōji Uno
- Montage : Yoshi Sugihara
- Société de production : Shōchiku
- Pays de production :  Japon
- Langue originale : japonais
- Format : noir et blanc - Cinémascope - son mono - 35 mm
- Genre : drame
- Durée : 62 minutes[2] (métrage : cinq bobines  1 705 m[2])
- Dates de sortie :
  - Japon : 17 novembre 1959[2]
  - France : 18 juillet 2007[3]

## Distribution
- Hiroshi Fujikawa : Fujikawa Masao
- Yuki Tominaga : Kyoko
- Yūko Mochizuki : Kuniko, la mère de Masao
- Michiko Itō : Yasue, la petite sœur de Masao
- Fumio Watanabe : Yuji
- Kakuko Chino : Akiyama
- Fujio Suga : Kuhara, le père de Kyoko
- Noboru Sakashita : Taizo, le jeune frère de Kyoko